# Ubirajara
Pour les articles homonymes, voir Ubirajara (homonymie).
Ubirajara est une municipalité de la microrégion de Bauru, dans l'État de São Paulo (Brésil).

## Religion
Le christianisme se répartit comme suit :
- Église catholique : l'église catholique de la commune fait partie du diocèse d'Ourinhos[2] ;
- Églises protestantes : les croyances évangéliques les plus diverses sont présentes dans la ville, principalement pentecôtistes, notamment les Assemblées de Dieu brésiliennes (la plus grande église évangélique du pays)[3],[4], Congrégation Chrétienne au Brésil[5], entre autres. Ces dénominations se développent de plus en plus dans tout le Brésil.